# Бельгийское исповедание
Бельги́йское испове́дание 1561 года (лат. Confessio Belgica, нидерл. Nederlandse Geloofsbelijdenis, фр. Confession Belge или Confession de foi) — вероучительный документ, используемый реформатскими церквями Испанских Нидерландов (исп. Países Bajos Españoles) и ряда других стран и регионов мира.
Полное название на французском языке — фр. Confession de Foy, faicte d’un commun accord par les fidèles qui conversent es Pays bas, lesquels desirent vivre selon la pureté de l’Evangile de nostre Seigneur Jesus Christ
В числе церквей, поддерживающих Бельгийское исповедание:
- Нидерландская реформатская церковь;
- Реформатская церковь в Нидерландах и Бельгии;
- Реформатская церковь в Америке;
- Свободные реформатские церкви в США;
- Христианская реформатская церковь в Северной Америке;
- Протестантские реформатские церкви в Америке;
- Реформатские церкви Австралии;
- а также реформатские церкви в Южной Африке[2].

## История
На протяжении XVI века протестантские церкви в Габсбургских Нидерландах подвергались гонениям со стороны Римско-католической власти против «бунтовщиков и еретиков-протестантов».
Составив в 1561 году в Турне новый вероисповедательный символ, валлонский пастор Ги де Бре (фр. Guy de Brès, валлон. Guido de Brès), которому также содействовали А. Саравиа и Г. Модеда (Модетус), капеллан Вильгельма I Оранского направили его испанскому королю Филиппу II. При этом в 36-й статье Исповедания было специально подчёркнуто, что реформаты «питают отвращение к анабаптистам или другим бунтовщикам, а также ко всем тем, кто отрицает высшие власти и магистраты».
В обращении же к монарху, при котором препровождался документ, было подчёркнуто, что реформаты — не бунтовщики, а готовые к законопослушанию граждане, что они отличаются лишь собственным пониманием истинности христианской доктрины, которое восходит к Священному писанию. Свою готовность подчиняться властям во всём, кроме вопросов веры, реформаты выразили ярким эмоционально-патетическим предупреждением, что они скорее «предадут свои спины бичам, языки ножам, уста свинцу, а тела — огню», нежели изменят правде, изложенной в их вероучении.
Однако ответа от короля не последовало. Но хотя непосредственной цели — прекращения гонений — сразу же достичь не удалось, а сам де Бре, в конце концов принёс себя в жертву своей вере, его усилия в конце концов не пропали даром.
Бельгийское исповедание во многом схоже Галликанскому, которое Жан Кальвин составил в 1559 году для реформатских (кальвинистских) церквей Франции: де Бре был учеником основоположника кальвинизма и до известной степени опирался на труд своего учителя, текстом которого располагал. Во введении к Галликанскому исповеданию Кальвин посвящал его королю Франции Франциску I, а саму доктрину адресовал народу Франции или, точнее, реформатской церкви этой страны. Со своей стороны, де Бре составлял исповедание для всего народа Нижних земель (нидерл. De Nederlanden, территория современной Бельгии и Нидерландов).
В 1566 г. в Антверпене тайно собрался первый синод Реформатской церкви Нижних земель. После внесения поправки в статью 36 документ был официально принят как исповедание веры этих церквей. Его текст был разослан общинам, и на протяжении последней трети XVI века исповедание было принято на уровне региональных синодов в Везеле (1568), Эмдене (1568), Дордрехте (1574) и Мидделбурге (1581).
В 1618—1619 гг. Дордрехтский синод вновь отредактировал текст (но не содержание) документа. Утверждённая синодом версия документа, изначально составленного на латыни, была переведена в том же году на французский язык. Синод утвердил Бельгийское исповедание в качестве одного из доктринальных стандартов, под которым должны были подписаться все должностные лица реформатской церкви. На том же синоде Бельгийское исповедание сыграло известную роль в борьбе, развернувшейся с арминианами.

## Структура и содержание
Бельгийское исповедание состоит из 37 статей, расположенных в том же порядке, что и Галликанское исповедание французских кальвинистов, на которое ориентировался де Бре.
- Статьи 1—7 посвящены Богу, Божественному Откровению, авторитету Священного Писания, в котором содержится знание, необходимое для спасения. Говорится и о канонических и апокрифических книгах Библии;
- Статьи 8—11 говорят о Святой Троице и её ипостасях;
- Статьи 12—17 — о творении, Промысле Божием, о сотворении человека и его падении. Рассматриваются доктрины о первородном грехе, о Божественном избрании и восстановлении падшего человека;
- Статьи 18—21 посвящены Иисусу Христу: его воплощению, двум природам и искуплению;
- Статьи 22—26 — о праведности веры, об оправдании и освящении грешников, об исполнении закона и о заступничестве Христа за людей перед Богом Отцом;
- Статьи 27—32 — о церкви и об обязанностях верующих, об отличительных особенностях истинной церкви, об управлении, о служителях, о церковной дисциплине;
- Статьи 33—35 — о таинствах: Крещении (в т.ч. признается крещение младенцев) и Вечере Господней;
- Статья 36 постулирует признание авторитета гражданских властей;
- Статья 37 посвящена Страшному Суду[2][3].